# Country rock
Country rock este un subgen al muzicii country, format din fuziunea rockului cu country. Termenul este folosit în general pentru a se referi la valul de muzicieni rock care a început să înregistreze lucrări cu specific de country, la sfârșitul anilor 1960- începutul anilor 1970, începând cu Bob Dylan și The Byrds; și atingând cea mai mare popularitate în anii 1970 cu artiști cum ar fi Emmylou Harris și Eagles.

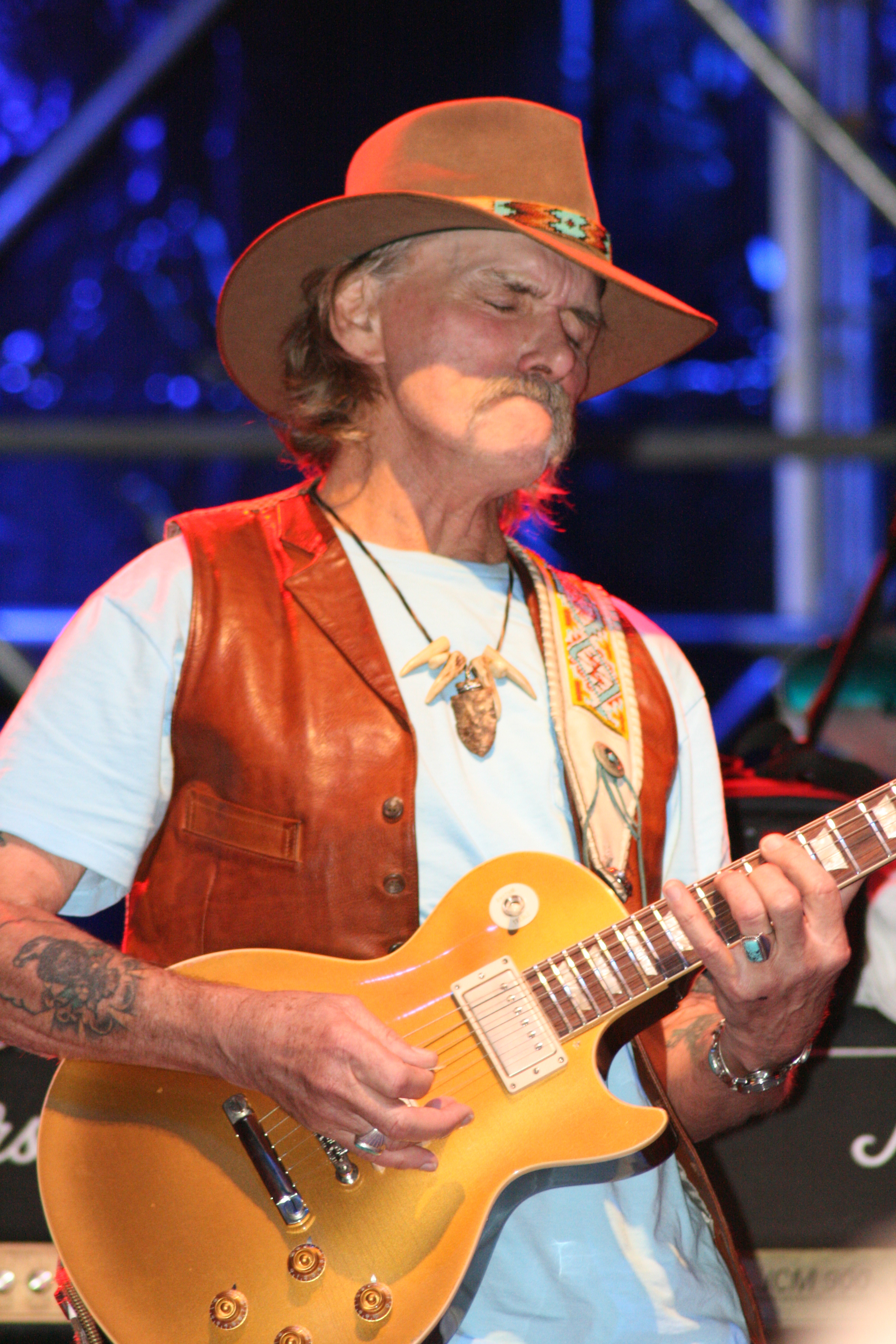
Dickey Betts de la Allman Brothers Band

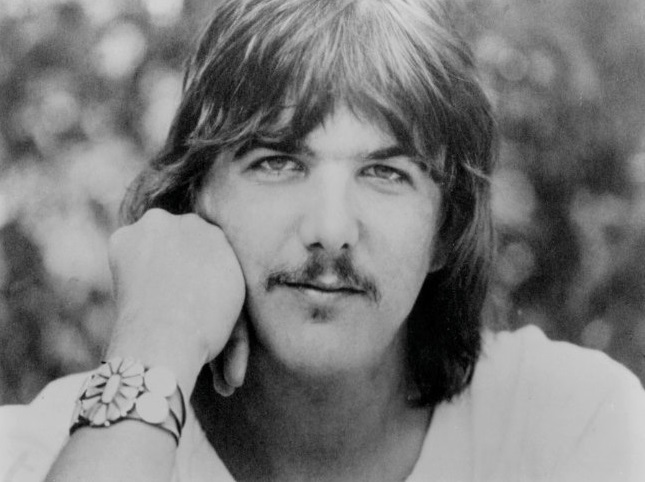
Gram Parsons în 1972

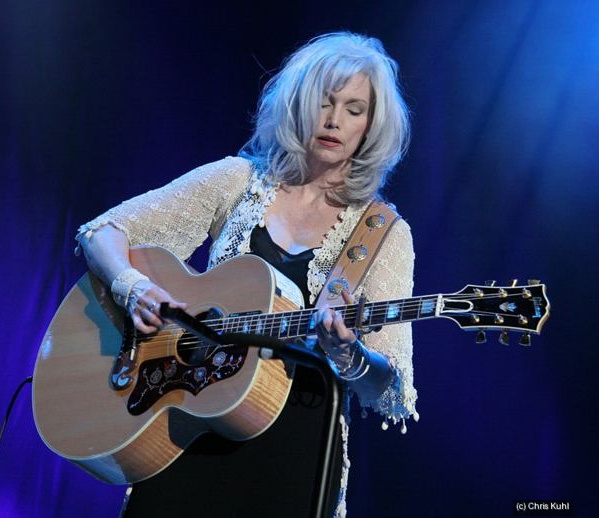
Emmylou Harris, "Regina muzicii country rock", câtând în Rotterdam, Olanda (2006)